# On a Mission
"On a Mission" é uma canção da cantora australiana Gabriella Cilmi, para o seu segundo álbum de estúdio, Ten. Foi lançada digitalmente na Austrália a 5 de Fevereiro de 2010. O seu lançamento físico ocorreu a 8 de Março de 2010 no Reino Unido. O vídeo musical que acompanha a canção, foi inspirado no filme de ficção científica, Barbarella.

## Fundo musical
Numa entrevista ao editor musical da Digital Spy, Nick Levine, Cilmi disse:
| “ | Eu acho que vai surpreender as pessoas que pensaram que eu ia fazer uma parte dois do "Sweet About Me". Surpreendi-me a mim mesma quando gravei o "On a Mission", e é totalmente deslocado do álbum inteiro, numa nova direcção. Eu gosto de pensar nisso como uma "I Will Survive" do século XXI. É sobre libertar o seu herói interior e fazendo o que você tem que fazer para chegar onde você precisa - não importa as paredes de tijolo que você tem que ultrapassar no caminho. | ” |

Noutra entrevista com a BBC News, a cantora admitiu usar demonstrações musicais de "Steppin' Out", do cantor Joe Jackson. This is especially obvious in the song's introduction.

## Recepção da crítica
| Críticas profissionais | Críticas profissionais |
| Avaliações da crítica  | Avaliações da crítica  |
| Fonte                  | Avaliação              |
| ---------------------- | ---------------------- |
| Digital Spy            | [ 5 ]                  |

Nick Levine da Digital Spy classificou positivamente a canção, afirmando que "é uma boa música pop, que soa a algo como a banda The Pointer Sisters, e poderia ter tido um sucesso com em 1982. Bem, mais ou menos. Existem sintetizadores nos versos, as pontes musicais levam para um território dançante, e tem um grande coro". Mais tarde, atribuiu quatro de cinco estrelas dizendo que é "uma mudança extravagante" da cantora, classificando a canção como "uma viragem dancepop agradável".
Popjustice chamou "On a Mission"  de "Canção do Dia", a 6 de Janeiro de 2010, comentando que a música "soa a algo como Blondie, Joan Jett, Van Halen e Lil' Chris."

## Vídeo musical
O vídeo musical foi dirigido por Michael Gracey, e estreou a 11 de Janeiro de 2010 no canal oficial de Gabriella no YouTube. Inclui vários ecrãs verdes, num clima espacial, com naves e dançarinos em volta de Cilmi.

## Faixas
| CD single |                          |         |  |
| N.º       | Título                   | Duração |  |
| 1.        | "On a Mission"           | 3:13    |  |
| 2.        | "On a Mission" (com Eve) | 3:13    |  |
| 3.        | "Magic Carpet Ride"      |         |  |

## Desempenho nas tabelas musicais
Foi a faixa mais adicionada às rádios australianas na segunda semana do seu lançamento, sendo reproduzida 296 vezes.

### Posições
| Tabelas musicais (2010)              | Melhor posição |
| ------------------------------------ | -------------- |
| Austrália - Australian Airplay Chart | 8              |
| Austrália - Australia Singles Top 50 | 16             |
| Reino Unido - UK Singles Chart       | 9              |

## Histórico de lançamento
| País        | Data                   | Editora discográfica | Formato          |
| ----------- | ---------------------- | -------------------- | ---------------- |
| Austrália   | 5 de Fevereiro de 2010 | Island               | Download digital |
| Reino Unido | 8 de Março de 2010     | Island               | CD single        |